# Выборы в субъектах Российской Федерации (1996)
В 1996 году в России помимо президентских выборов прошла 51 кампания по выборам главы региона, 29 выборов в региональные законодательные органы.

## Главы регионов
Выборы прошли в 51 регионе. В Краснодарском крае, Амурской области, Агинском Бурятском и Эвенкийском автономных округах выборы не состоялись по разным причинам.
| Регион                                     | Действующий глава   | Первый тур  | Второй тур     | Избранный глава      | Подтвердил полномочия |
| ------------------------------------------ | ------------------- | ----------- | -------------- | -------------------- | --------------------- |
| Татарстан                                  | Минтимер Шаймиев    | 24 марта    |                | Минтимер Шаймиев     | Да                    |
| Санкт-Петербург (статья)                   | Анатолий Собчак     | 19 мая      | 2 июня         | Владимир Яковлев     | Нет                   |
| Москва (статья)                            | Юрий Лужков         | 16 июня     |                | Юрий Лужков          | Да                    |
| Саратовская область (статья)               | Дмитрий Аяцков      | 1 сентября  |                | Дмитрий Аяцков       | Да                    |
| Амурская область                           | Юрий Ляшко          | 22 сентября |                | Юрий Ляшко           | Нет                   |
| Ленинградская область                      | Александр Беляков   | 29 сентября |                | Вадим Густов         | Нет                   |
| Ростовская область                         | Владимир Чуб        | 29 сентября |                | Владимир Чуб         | Да                    |
| Вологодская область                        | Вячеслав Позгалёв   | 6 октября   |                | Вячеслав Позгалёв    | Да                    |
| Калининградская область                    | Юрий Маточкин       | 6 октября   | 20 октября     | Леонид Горбенко      | Нет                   |
| Кировская область                          | Василий Десятников  | 6 октября   | 20 октября     | Владимир Сергеенков  | Нет                   |
| Ямало-Ненецкий АО                          | Юрий Неёлов         | 13 октября  |                | Юрий Неёлов          | Да                    |
| Курская область                            | Василий Шутеев      | 20 октября  |                | Александр Руцкой     | Нет                   |
| Псковская область                          | Владислав Туманов   | 20 октября  | 3 ноября       | Евгений Михайлов     | Нет                   |
| Сахалинская область                        | Игорь Фархутдинов   | 20 октября  |                | Игорь Фархутдинов    | Да                    |
| Еврейская АО                               | Николай Волков      | 20 октября  |                | Николай Волков       | Да                    |
| Краснодарский край                         | Николай Егоров      | 27 октября  |                | Николай Егоров       | Нет                   |
| Ставропольский край                        | Пётр Марченко       | 27 октября  | 17 ноября      | Александр Черногоров | Нет                   |
| Калужская область                          | Олег Савченко       | 27 октября  | 9 ноября       | Валерий Сударенков   | Нет                   |
| Читинская область                          | Равиль Гениатулин   | 27 октября  |                | Равиль Гениатулин    | Да                    |
| Агинский Бурятский АО                      | Болот Аюшиев        | 27 октября  |                | Болот Аюшиев         | Нет                   |
| Ханты-Мансийский АО                        | Александр Филипенко | 27 октября  |                | Александр Филипенко  | Да                    |
| Магаданская область                        | Виктор Михайлов     | 3 ноября    |                | Валентин Цветков     | Нет                   |
| Алтайский край                             | Лев Коршунов        | 17 ноября   | 3 декабря      | Александр Суриков    | Нет                   |
| Камчатская область                         | Владимир Бирюков    | 17 ноября   | 3 декабря      | Владимир Бирюков     | Да                    |
| Мурманская область                         | Евгений Комаров     | 17 ноября   | 1 декабря      | Юрий Евдокимов       | Нет                   |
| Коми-Пермяцкий АО                          | Николай Полуянов    | 17 ноября   |                | Николай Полуянов     | Да                    |
| Корякский АО                               | Сергей Леушкин      | 17 ноября   |                | Валентина Броневич   | Нет                   |
| Усть-Ордынский Бурятский АО                | Алексей Батагаев    | 17 ноября   |                | Валерий Малеев       | Нет                   |
| Курганская область                         | Анатолий Соболев    | 24 ноября   | 8 декабря      | Олег Богомолов       | Нет                   |
| Хакасия                                    | Евгений Смирнов     | 1 декабря   | 22 декабря     | Алексей Лебедь       | Нет                   |
| Ивановская область                         | Владислав Тихомиров | 1 декабря   |                | Владислав Тихомиров  | Да                    |
| Самарская область (статья)                 | Константин Титов    | 1 декабря   |                | Константин Титов     | Да                    |
| Ненецкий АО                                | Владимир Хабаров    | 1 декабря   | 13 декабря     | Владимир Бутов       | Нет                   |
| Хабаровский край                           | Виктор Ишаев        | 8 декабря   |                | Виктор Ишаев         | Да                    |
| Архангельская область                      | Анатолий Ефремов    | 8 декабря   | 22 декабря     | Анатолий Ефремов     | Да                    |
| Астраханская область                       | Анатолий Гужвин     | 8 декабря   |                | Анатолий Гужвин      | Да                    |
| Брянская область                           | Александр Семернёв  | 8 декабря   |                | Юрий Лодкин          | Нет                   |
| Владимирская область                       | Юрий Власов         | 8 декабря   |                | Николай Виноградов   | Нет                   |
| Воронежская область                        | Александр Цапин     | 8 декабря   |                | Иван Шабанов         | Нет                   |
| Костромская область                        | Валерий Арбузов     | 8 декабря   | 22 декабря     | Виктор Шершунов      | Нет                   |
| Пермская область                           | Геннадий Игумнов    | 8 декабря   | 22 декабря     | Геннадий Игумнов     | Да                    |
| Рязанская область                          | Игорь Ивлев         | 8 декабря   | 22 декабря     | Вячеслав Любимов     | Нет                   |
| Марий Эл                                   | Владислав Зотин     | 22 декабря  | 4 января 1997  | Вячеслав Кислицын    | Нет                   |
| Саха (Якутия)                              | Михаил Николаев     | 22 декабря  |                | Михаил Николаев      | Да                    |
| Краснодарский край (повторное голосование) | Николай Егоров      | 22 декабря  |                | Николай Кондратенко  | Нет                   |
| Волгоградская область                      | Иван Шабунин        | 22 декабря  | 29 декабря     | Николай Максюта      | Нет                   |
| Тюменская область                          | Леонид Рокецкий     | 22 декабря  | 12 января 1997 | Леонид Рокецкий      | Да                    |
| Ульяновская область                        | Юрий Горячев        | 22 декабря  |                | Юрий Горячев         | Да                    |
| Челябинская область                        | Вадим Соловьёв      | 22 декабря  |                | Пётр Сумин           | Нет                   |
| Таймырский АО                              | Геннадий Неделин    | 22 декабря  |                | Геннадий Неделин     | Да                    |
| Чукотский АО                               | Александр Назаров   | 22 декабря  |                | Александр Назаров    | Да                    |
| Эвенкийский АО (статья)                    | Анатолий Якимов     | 22 декабря  |                | Анатолий Якимов      | Нет                   |

## Законодательные собрания субъектов федерации
- Законодательное собрание Вологодской области (25 февраля) — 15 мест из 30
- Государственная дума Ярославской области (25 февраля)
- Алтайское краевое Законодательное Собрание (31 марта)
- Законодательное собрание Свердловской области (14 апреля) — все места в Палате представителей и 14 из 28 мест в Областной думе (статья)
- Законодательное собрание Ямало-Ненецкого автономного округа (21 апреля)
- Народное собрание Чеченской Республики (16 июня) (статья)
- Архангельское областное собрание депутатов (16 июня)
- Законодательное собрание Иркутской области (16 июня)
- Законодательное собрание Калужской области (25 августа)
- Тульская областная дума (29 сентября)
- Государственное Собрание Республики Марий Эл (6 октября)
- Калининградская областная дума (6 октября)
- Сахалинская областная дума (20 октября)
- Читинская областная дума (27 октября)
- Дума Агинского Бурятского автономного округа (27 октября)
- Дума Ханты-Мансийского автономного округа (27 октября)
- Дума Корякского автономного округа (17 ноября)
- Курганская областная дума (24 ноября)
- Ивановская областная дума (1 декабря)
- Собрание депутатов Ненецкого автономного округа (1 декабря)
- Дума Усть-Ордынского Бурятского автономного округа (1 декабря)
- Брянская областная дума (8 декабря)
- Костромская областная дума (8 декабря)
- Областная дума Владимирской области (8 декабря)
- Верховный Совет Республики Хакасия (22 декабря)
- Законодательное собрание Челябинской области (22 декабря)
- Дума Чукотского автономного округа (22 декабря)
- Законодательное собрание (Суглан) Эвенкийского автономного округа (22 декабря)
- Законодательное собрание Кемеровской области (29 декабря)

## Комментарии
1. 1 2  Результаты выборов отменены судом.
2. ↑  Выборы признаны несостоявшимися из-за недостаточной явки избирателей. Повторное голосование состоялось 22 декабря.
3. ↑  Ни один из двух кандидатов не преодолел 50%-й порог в единственном туре голосования.